# Parc public Hasenheide
Le Parc public Hasenheide (Volkspark Hasenheide) est un espace vert d'environ 50 hectares dans le quartier Neukölln dans l'arrondissement de Neukölln dans la capitale allemande Berlin. Il est situé entre Südstern et Hermannplatz au nord et le parc de l'ancien aéroport de Berlin-Tempelhof au sud.
Le nom du Hasenheide (« la lande des lièvres ») remonte à 1678 quand le Grand Électeur y faisait la chasse aux lièvres.
C'est dans ce parc que se développa le mouvement gymnique allemand, à l'initiative de Friedrich Ludwig Jahn en 1811. Une statue à son effigie se trouve à l'entrée nord du parc. C'est là en 1886 qu'a eu lieu le fameux duel entre l'officier Armand von Ardenne et le juge Emil Hartwich (de), dont le roman Effi Briest de Theodor Fontane rend compte.
Le parc culmine à 67,9 m sur la colline Rixdorfer Höhe.
Comme dans le parc de Görlitz ou à la porte de Cottbus, il existe dans le parc des trafics de drogue et il a été médiatisé ces dernières années lors de nombreuses descentes de police.